# Canon de 3 pouces/50 calibres Mark 2, 3, 5, 6 et 8
Pour un article plus général, voir Canon de 3 pouces/50 calibres.
Les canons de 3 pouces/50 calibres Mark 2, 3, 5, 6 et 8 sont une série de canons navals antitorpilleurs (puis antiaériens) conçus à la fin des années 1890. Ils constituent l'armement standard des pré-Dreadnoughts, croiseurs cuirassés, destroyers et sous-marins de l'United States Navy jusqu'à la Première Guerre mondiale.

## Utilisation
Les canons de 3 pouces/50 calibres Mark 2, 3, 5, 6 et 8 sont montés en tant que canons antitorpilleurs puis antiaériens sur tous les navires de l'United States Navy à partir de 1900. Les premiers destroyers équipés sont ceux de la classe Bainbridge et les premiers cuirassés sont ceux de la classe Connecticut. Durant la Première Guerre mondiale, 18 canons sont vendus au Royaume-Uni.
350 de ces canons sont fournis aux Alliés de la Seconde Guerre mondiale en vertu du programme Prêt-Bail ; ils sont principalement utilisés sur les Defensively equipped merchant ship (en) (navires marchands équipés d'armes de défense contre les navires ennemis).